# フリー (バンド)
フリー（英語: Free）は、イングランド出身のロックバンド。1968年に結成されて、1973年に解散した。活動は前期と後期に分かれる。
ブルースを志向したハードロックグループの一つで、代表曲に「オール・ライト・ナウ」がある。そのコンセプトは、解散後に元メンバーの2人が結成した「バッド・カンパニー」に受け継がれた。

## 概要
ブルースとソウルの要素を併せ持った独特のサウンドで初期のハードロックを形作った。代表作の「オール・ライト・ナウ」（1970年）がチャート入りを果たした時、メンバーの平均年齢は20歳で、その枯淡で老成した音楽との対比で彼等の若さにも注目が集まった。

### 前期
1968年、ポール・ロジャース（ボーカル）、ポール・コゾフ（ギター）、アンディ・フレイザー（ベース・ギター）、サイモン・カーク（ドラムス）により結成された。
アルバム『ファイアー・アンド・ウォーター』（1970年）に収録された「オール・ライト・ナウ」は、彼等にとって最大のシングル・ヒット曲であり、ロック・クラシックになった。1970年8月末に開かれた第3回ワイト島音楽祭に出演。
1971年4月に初の来日公演を行なったが、同年に解散。メンバー各人は独自の活動に入った。1972年、コゾフとカークは、元ミッキー・カーチス・アンド・サムライの山内テツ（ベース・ギター）、アメリカ人のラビット（キーボード）と、コゾフ・カーク・テツ・ラビット名義のアルバム『コゾフ／カーク／テツ／ラビット』を発表した。

### 後期
1972年に入ると、『コゾフ／カーク／テツ／ラビット』が好評を博したことと、重度のドラッグ摂取癖に陥ったコゾフを救おうという意図のもとにオリジナル・メンバーで再結成。彼等はアルバム『フリー・アット・ラスト』を制作したが、まもなくフレイザーが脱退したので山内を後任に迎えた。しかしコゾフは活動に支障をきたして離脱。残ったロジャーズ、カーク、山内はラビットを迎えて、ロジャースがギタリストを兼任。彼等は7月に2度目の来日を果たし、22日に後楽園球場、24日に甲子園球場でエマーソン・レイク・アンド・パーマーとのジョイント・コンサートの第一部を務めた。
10月、コゾフを含むメンバーは新作アルバムの制作を開始し、翌1973年1月にアルバム『ハートブレイカー』を発表。シングル「Wishing Well」は全英チャート7位（Music Week）を記録した。しかしアルバム発表後にアメリカ・ツアーを行なった後、彼等は自然消滅のような形で解散した。

### その後
ロジャースとカークはバッド・カンパニーを結成。
コゾフはフリーのメンバー全員の協力を得て、1973年11月にソロ・アルバム『バック・ストリート・クロウラー（Back Street Crawler）』を発表。さらに新メンバーを集めアルバムと同名のバンド「バック・ストリート・クローラー」を始動させたが、1976年に心不全で死去。享年25歳。
フレイザーはスニップス（ボーカル）、クリス・スペディング（ギター）、マーティ・サイモン（ドラムス）とシャークスを結成したが、デビュー・アルバム『ファースト・ウォーター』（1973年）発表の後に脱退。その後、アンディ・フレイザー・バンドを結成。2015年、病没。
山内はフェイセズに加入。ラビットは本名のJohn Bundrickで様々な音楽活動を行なった。

## 評価
フリーは本国イギリスでは伝説的バンドとして高く評価され、日本でも根強い人気を誇った。一方、アメリカでは「オール・ライト・ナウ」が大ヒットしたものの、人気は今一つ定着しなかった。
解散後の1974年にロジャースとカークが結成した「バッド・カンパニー」は、フリーの要素を継承すると同時に、よりシンプルで洗練されたサウンドで「アメリカうけ」を狙った。彼等はイギリスや日本よりもアメリカで大きな支持を集め、目標を達成した、

## エピソード
オリジナル・メンバーの4人が初めて共演した時の楽曲は、リトル・リチャードの「Good Golly, Miss Molly」だった。

## メンバー

### オリジナル・メンバー
- ポール・ロジャース (Paul Rodgers) – リード・ボーカル (1968年–1971年、1972年–1973年)、キーボード、ピアノ (1972年)、ギター (1972年)
- ポール・コゾフ (Paul Kossoff) – ギター (1968年–1971年、1972年、1972年–1973年)[注釈 2] ※1976年死去
- アンディ・フレイザー (Andy Fraser) – ベース (1968年–1971年、1972年)、キーボード、ピアノ (1968年–1971年) ※2015年死去[4]
- サイモン・カーク (Simon Kirke) – ドラム、パーカッション (1968年–1971年、1972年–1973年)

### 後期に加入したメンバー
- ジョン・"ラビット"・バンドリック (John "Rabbit" Bundrick) – キーボード、ピアノ (1972年—1973年)
- 山内テツ (Tetsu Yamauchi) – ベース (1972年–1973年)
- ウェンデル・リチャードソン (Wendell Richardson) [5]- ギター (1973年)[注釈 6]

## ディスコグラフィ

### スタジオ・アルバム
- 『トンズ・オブ・ソブス』 - Tons Of Sobs (1969年) ※全米197位
- 『フリー』 - Free (1969年) ※全英65位
- 『ファイアー・アンド・ウォーター』 - Fire And Water (1970年) ※全英2位、全米17位
- 『ハイウェイ』 - Highway (1970年) ※全英41位、全米190位
- 『フリー・アット・ラスト』 - Free At Last (1972年) ※全英9位、全米69位
- 『ハートブレイカー』 - Heartbreaker (1973年) ※全英7位、全米47位

### ライブ・アルバム
- 『フリー・ライヴ』 - Free Live! (1971年) ※全英4位、全米89位
- 『ライヴ・アット・ザ・BBC』 - Live at the BBC (2006年) ※全英127位

### コンピレーション・アルバム
- 『ザ・フリー・ストーリー』 - The Free Story (1974年) ※全英9位
- Best of Free (1974年)
- 『フリー・ベスト』 - Free & Easy, Rough & Ready (1976年)
- Completely Free (1982年)
- 『オール・ライト・ナウ!!』 - The Best of Free: All Right Now (1991年)
- 『モルテン・ゴールド・ジ・アンソロジー』 - Molten Gold: The Anthology (1993年)
- Walk in My Shadow: An Introduction to Free (1998年)
- Songs of Yesterday (2000年)
- All Right Now (2001年)
- 『フリー』 - Classic Free (2001年)
- 20th Century Masters – The Millennium Collection: The Best of Free (2002年)
- Chronicles (2005年)
- Walking in My Shadow: The Free Collection (2007年)
- Rock Legends (2008年)
- 『ベスト・オブ・フリー & バッド・カンパニー・イヤーズ』 - The Very Best of Free & Bad Company Featuring Paul Rodgers (2010年) ※ポール・ロジャース名義。バッド・カンパニーの音源も含む
- Wishing Well: The Collection (2010年)
- All Right Now: The Collection (2012年)

## 日本公演
- 1971年4月30日 東京・神田共立講堂、5月1日 東京・サンケイホール
- 1972年7月22日 東京・後楽園球場、7月24日 兵庫・阪神甲子園球場

※エマーソン・レイク・アンド・パーマーとのジョイント・コンサート。